# Syllitus deustus
Syllitus deustus är en skalbaggsart som först beskrevs av Newman 1841.  Syllitus deustus ingår i släktet Syllitus och familjen långhorningar. Inga underarter finns listade i Catalogue of Life.